# Onciale 0189
- Papyrus
- Onciale
- Minuscules
- Lectionnaire

Le Codex 0189, portant le numéro de référence 0189 (Gregory-Aland), est un manuscrit du Nouveau Testament sur parchemin écrit en écriture grecque onciale.

## Description
Le codex se compose d'une folio. Il est écrit en une colonne, de 32 lignes par colonne. Les dimensions du manuscrit sont 18 x 11 cm,. Les paléographes datent ce manuscrit du IIe siècle ou IIIe siècle.
C'est un manuscrit contenant le texte incomplet de la Actes des Apôtres (5,3-21). 
Le texte du codex représenté est de type alexandrin. Kurt Aland le classe en Catégorie I. 
Le manuscrit a été examiné par A. H. Salonius et Philip W. Comfort.
Lieu de conservation
Il est actuellement conservé aux Musées nationaux de Berlin (P. 11765).